# گوادالوپ، زاکاتکاس
گوادالوپ (به اسپانیایی: Guadalupe) از شهرهای کشور مکزیک است که در ایالت زاکاتکاس قرار دارد و جمعیت آن طبق سرشماری سال ۲۰۱۰ میلادی ۱۲۴٬۶۲۳ نفر بوده است.